# Christchurch
Christchurch je najveći grad na Južnom otoku Novog Zelanda i drugi po veličini u državi. Christchurch se nalazi na istočnoj obali Južnog otoka, sjeverno od poluotoka Banks. Maorski naziv za grad je Ōtautahi.
Christchurch ima oko 368.900 stanovika (procjena 2008.). Grad je smješten u regiji Canterbury i kroz njega protječe rijeka Avon. 
Ime grada je doneseno na prvoj sjednici organizacije Canterbury Association, 27. ožujka 1848.g., čiji su članovi otkupili zemlju i naselili područje, te osnovali grad.
U terorističkom napadu na dvije džamije u Christchurchu dne 15. ožujka 2019. godine ubijeno je 49 i ranjeno 48 muslimana, što predstavlja masovnu pucnjavu s najvećim brojem žrtava u povijesti Novog Zelanda.